# Rhomboplites aurorubens
Rhomboplites aurorubens (Cunáro) es una especie de peces en el orden de los Perciformes similar a los pargos (Lutjanidae) pero de comportamiento pasivo.

## Morfología
Los machos pueden llegar alcanzar los 60 cm de longitud total.

## Alimentación
Come peces, gambas, cangrejos, poliquetos y otros invertebrados  bentónicos, cefalópodos y organismos  planctónicos.

## Hábitat
Es un pez de mar de clima subtropical  que vive entre 40-300 m de profundidad.

## Distribución geográfica
Se encuentra desde Bermuda y Carolina del Norte (Estados Unidos) hasta  São Paulo (Brasil) incluyendo las Indias Occidentales, el Golfo de México y el Caribe.